# Saffo abbandonata
(Augusto Conti, La Saffo del prof. Giovanni Duprè pensieri di Augusto Conti, 1861, pp. 6-7.)
La Saffo abbandonata è una scultura in marmo dello scultore italiano Giovanni Dupré, realizzata tra il 1857 e il 1861. L'opera si trova alla galleria nazionale d'arte moderna di Roma.

## Storia
In una lettera del 5 settembre del 1857, Giovanni Dupré scriveva al suo amico Tito Sarrocchi che stava lavorando a una "Saffo seduta, nel massimo abbandono, che medita di precipitarsi nel mare". Dopo essere tornato da Londra, dove aveva ammirato i marmi del Partenone portati dal lord Elgin all'inizio del secolo, lo scultore senese iniziò a lavorare all'opera. Un bozzetto che si trova a Fiesole, alla villa Dupré, testimonia come all'inizio la scultura dovesse essere leggermente diversa, in quanto la poetessa di Mitilene doveva sedere su un sedile all'antica.
La scultura venne esposta all'Esposizione Nazionale di Firenze del 1861, dove piacque al pubblico, anche se alcuni critici cercavano di minimizzarne la sensualità definendola "quieta e decente". Augusto Conti le dedicò uno scritto di una decina di pagine quello stesso anno. Inizialmente l'opera doveva essere venduta a una nobildonna inglese, ma alla fine rimase nello studio dell'artista fino alla sua morte. Infine entrò nelle collezioni della galleria romana.

## Descrizione
(F. Perez, Lo spettatore rassegna letteraria, artistica, scientifica ed industriale, 1858)
L'opera ritrae Saffo, una celebre poetessa greca dell'isola di Lesbo. Secondo alcune leggende, riprese anche dallo scrittore romano Publio Ovidio Nasone, la donna si era invaghita di un giovane di nome Faone, che tuttavia non ricambiava i suoi sentimenti, pertanto ella decise di suicidarsi buttandosi dalla rupe di Leucade. In questa scultura Saffo è seduta su una roccia, la stessa rupe, mentre pensa e medita l'atto estremo. Ella è raffigurata a petto nudo e con le gambe avvolte in una veste, mentre accanto a lei sono poggiate una lira con le corde spezzate e una corona d'alloro rotta, che testimoniano la sua attività poetica. Le corde spezzate dello strumento e la coroncina disfatta sono un segno dell'angoscia del suo animo.
Il volto di Saffo ricade verso il basso ed è pieno di tristezza e rassegnazione a causa dell'amore non corrisposto che l'affligge, in un contrasto con la bellezza muliebre del resto del corpo: sono le sopracciglia e lo sguardo, con le pupille rivolte verso l'alto, che tradiscono la calma apparente. Il contrapposto del corpo sembra illudere al salto disperato che porrà fine alla vita della mitilenese. Le mani e i piedi, infatti, palesano "l'abbandonatezza del corpo e la mestizia" della poetessa lesbia, e le dita della mano sinistra sono piegate verso l'interno, come quando si è stanchi, secondo Augusto Conti. La donna è al tempo stesso "immensamente sconsolata, ma tranquilla, sicura nel dolor suo, e senza speranza".